# Letícia Medina
Letícia Carota Medina (Volta Redonda, 12 de mayo de 1997) es una actriz brasileña. Es más conocida por formar parte de la novela Prueba de amor (Prueba de amor), de Tiago Santiago.

## Filmografía

### Televisión
| Año  | Título                      | Papel                     | Ref(s) |
| ---- | --------------------------- | ------------------------- | ------ |
| 2002 | O Quinto dos Infernos       | Carlota Joaquina (niña)   |        |
| 2003 | Agora é que são elas        | Marli                     |        |
| 2004 | Malhação                    | Nininha                   |        |
| 2005 | Sitcom.br                   | Viviene                   |        |
| 2005 | Prueba de amor              | Marcela Marinho           |        |
| 2006 | Xuxa 20 anos                | Xuxa (niña)               |        |
| 2006 | Bicho do Mato               | Maria Margarida           | [ 2 ]  |
| 2007 | Caminos del corazón         | Tatiana Montenegro (Tati) |        |
| 2008 | Os Mutantes                 | Tatiana Montenegro (Tati) |        |
| 2010 | Río de Intriga              | Diana Silva (Tião)        | [ 3 ]  |
| 2012 | Balacobaco                  | Taís Vilela Corrêa        |        |
| 2014 | Victória                    | Beatriz Cunha             |        |
| 2016 | Josué y la tierra prometida | Livana                    |        |
| 2018 | Jesús                       | Yona de Nazaret           |        |
| 2024 | Reyes                       | Joela                     |        |

### Cine
| Año  | Título         | Papel  | Notas        | Ref(s) |
| ---- | -------------- | ------ | ------------ | ------ |
| 2006 | Que Horas São? | Angela | Cortometraje |        |

## Premios y nominaciones
| Año  | Premio                    | Categoría                           | Trabajo nominado           | Resultado | Ref(s)      |
| ---- | ------------------------- | ----------------------------------- | -------------------------- | --------- | ----------- |
| 2011 | 13º Prêmio Contigo! de TV | Mejor Actriz Infantil               | Diana en Ribeirão do Tempo | Nominada  |             |
| 2011 | Prêmio Qualidade          | Televisión: Mejor Actriz Secundaria | Diana en Ribeirão do Tempo | Nominada  | [ 7 ] [ 8 ] |